# Velká nad Veličkou
Velká nad Veličkou (jusqu'en 1920 : Velká u Strážnice ; en allemand : Welka) est une commune du district de Hodonín, dans la région de Moravie-du-Sud, en Tchéquie. Sa population s'élevait à 2 892 habitants en 2020.

## Géographie
Velká nad Veličkou est arrosée par la Velička et se trouve à 30 km à l'est de Hodonín, à 76 km au sud-est de Brno et à 260 km au sud-est de Prague.

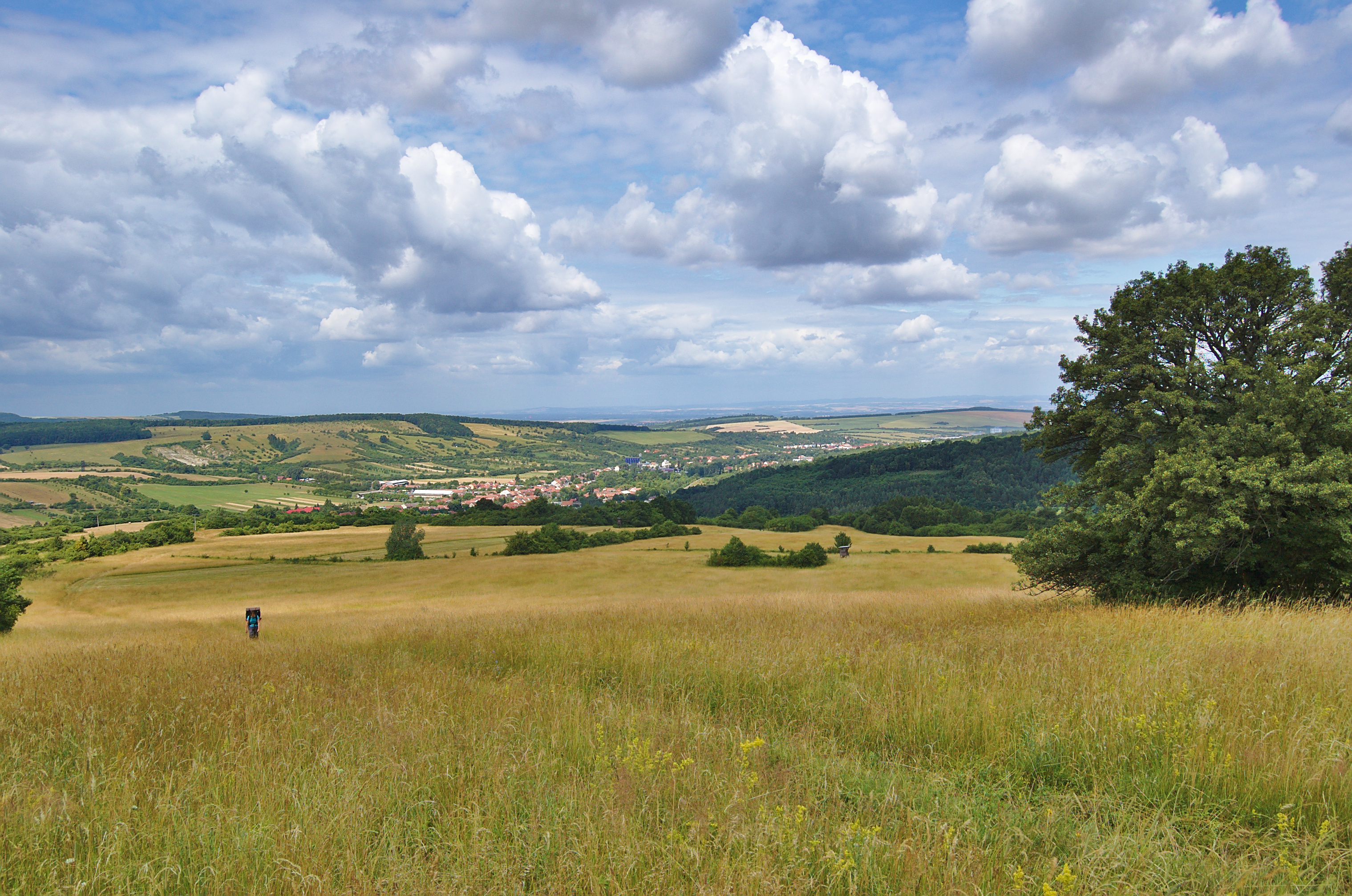
Panorama de Velká nad Veličkou.

La commune est limitée par Blatnička et Boršice u Blatnice au nord, par Suchov à l'est, par Nová Lhota et Javorník au sud, et par Kuželov, Hrubá Vrbka, Lipov et Louka à l'ouest.

## Histoire
La première mention écrite de la localité date de 1228.